# Lebewala
Lebewala is een bestuurslaag in het regentschap Lembata van de provincie Oost-Nusa Tenggara, Indonesië. Lebewala telt 672 inwoners (volkstelling 2010).